# Gandhi Vega
Gandhi Vega (Torreón, Coahuila; 29 de abril de 1977) es un exfutbolista mexicano. Jugaba de defensa central y su último equipo fue el Irapuato de la extinta Liga. 

## Trayectoria
En su debut con Tecos en contra de Monarcas Morelia mostró tener grandes habilidades en la Defensa y mostrando mucha seguridad y confianza al equipo “Universitario”.

### Clubes
| Club                   | País                | Año         | Partidos | Goles | Media |
| ---------------------- | ------------------- | ----------- | -------- | ----- | ----- |
| Tecos de la UAG        | México              | 1998 - 2000 | 26       | 1     | 0.04  |
| Club Necaxa            | México              | 2000 - 2001 | 14       | 1     | 0.07  |
| Club León              | México              | 2001 - 2002 | 8        | 0     | 0     |
| Tecos de la UAG        | México              | 2002 - 2003 | 35       | 1     | 0.03  |
| Colibríes de Morelos   | México              | 2003        | 7        | 1     | 0.14  |
| Club Zacatepec         | México              | 2004        | 15       | 2     | 0.13  |
| Universidad San Martín | Perú                | 2004        | 1        | 0     | 0     |
| Correcaminos UAT       | México              | 2005 - 2007 | 48       | 6     | 0.13  |
| Alacranes de Durango   | México              | 2007 - 2009 | 25       | 4     | 0.16  |
| Irapuato FC            | México              | 2009 - 2011 | 62       | 5     | 0.1   |
| Mérida FC              | México              | 2011 - 2012 | 15       | 0     | 0     |
| Cruz Azul Hidalgo      | México              | 2012        | 4        | 0     | 0     |
| Irapuato FC            | México              | 2013        | 9        | 0     | 0     |
| Total en su carrera    | Total en su carrera | 1998 - 2013 | 268      | 21    | 0.08  |